# 梅索尔
梅索尔（英語：Messor）。刻瑞斯的从神，负责收割谷物。 古罗马神祇之一。凭借在古罗马神话之中象征农业的谷物的成熟、丰收而为古罗马人所建寺供奉，并反映于古罗马诗人维吉尔的相关作品之中，影响深远。